# Steinbach am Wald
Steinbach am Wald település Németországban, azon belül Bajorországban. Lakosainak száma 3041 fő (2023. december 31.). Steinbach am Wald Tettau, Pressig és Ludwigsstadt községekkel határos.

## Népesség
A település népessége az elmúlt években az alábbi módon változott:
| Lakosok száma | 3768 | 1743 | 3286 | 3250 | 3203 | 3180 | 3145 | 3111 | 3043 | 3041 |
|               | 1970 | 1975 | 2011 | 2012 | 2014 | 2015 | 2017 | 2019 | 2022 | 2023 |